# Village of the Damned (pel·lícula de 1995)
Village of the Damned és una pel·lícula de ciència-ficció-terror estatunidenca del 1995 dirigida per John Carpenter i protagonitzada per Christopher Reeve, Linda Kozlowski, Kirstie Alley, Michael Paré, Mark Hamill i Meredith Salenger. Està basat en la novel·la de 1957 The Midwich Cuckoos de John Wyndham, que prèviament va ser adaptada a la pel·lícula del mateix nom de 1960. La versió de 1995 està ambientada al Nord de Califòrnia, mentre que el llibre i la pel·lícula original estan ambientades al Regne Unit. La pel·lícula de 1995 es va comercialitzar amb el lema "Beware the Children".
Aquesta va ser l'última pel·lícula estrenada públicament protagonitzada per Reeve abans que quedés paralític en un accident eqüestre el maig de 1995, així com la seva darrera pel·lícula estrenada a les sales. La pel·lícula va ser atacada per la crítica i va fracassar a la taquilla després de l'estrena.

## Argument
La gent i els animals de la ciutat costanera de Midwich al Comtat de Marin de Califòrnia s'adormen en un "apagament" de les 10 del matí i recuperen la consciència a les 4 de la tarda. Després de l'apagada, deu dones en edat de tenir fills queden misteriosament embarassades, inclosa una noia verge i una dona casada que no ha estat sexualment activa durant un any perquè el seu marit està treballant a Tòquio. Cap d'ells busca l’avortament després d'haver dormit, i tots els nadons neixen la mateixa nit en un graner: cinc nens i cinc nenes, encara que la filla de la verge neix morta a causa d’asfíxia amb el cordó umbilical. Els nens supervivents són sans però tenen la pell pàl·lida, els cabells blancs i rossos, els ulls de cobalt i l'intel·lecte ferotge.
Tanmateix, no semblen tenir consciència ni personalitats individuals. Mostren poders psíquics estranys que poden tenir conseqüències violentes i mortals sempre que experimenten dolor o provocació. Els nens aviat "s'agrupen" com a companys, excepte en David, la parella prevista del qual era la nena morta. Com a resultat, David és el paria del grup. Encara que conserva un cert grau de poders psíquics, també té la capacitat de mostrar compassió humana. Parla amb la seva mare, Jill McGowan, la directora de l'escola, i comença a entendre la seva situació. El líder dels nens és Mara, la filla del metge, el doctor Alan, i la seva dona, Barbara. Quan era un bebè, Mara va utilitzar els seus poders per forçar la seva mare a suïcidar-se saltant d'un penya-segat. El seu company és Robert.
Els nens, que ara tenen mala reputació a la ciutat, finalment es traslladen al graner local com a aula per sobreviure. El sacerdot local, el pare George, intenta disparar-los, però Mara utilitza els seus poders i obliga George a disparar-se. Aviat, s'assabenta que hi ha altres colònies de nens de l’apagament a països estrangers, però a causa de la seva naturalesa inhumana, van ser eliminats ràpidament, en alguns casos a costa de destruir tota la ciutat. L'equip científic de Midwich fuig de la ciutat per escapar del caos. Una de les científiques, la doctora Susan Verner, es veu obligada a mostrar als nens el cadàver alienígena ben conservat de la parella prevista de David que va guardar en secret per a la investigació. Els nens l'obliguen a suïcidar-se empalant-se. Una turba enfadada es reuneix per matar els nens, però la ciutat cau en el caos.
L'Alan idea un pla per detonar una bomba dins d'un maletí a l'aula dels nens. Pensant en una paret de maó, és capaç de crear una barrera mental i mantenir la presència de la bomba en secret per als nens. La Jill li demana que perdoni en David perquè no és com els altres. L'Alan intenta fer-ho demanant a David que marxi per treure la seva llibreta del seu cotxe. Els nens comencen a sospitar que l'Alan amaga alguna cosa. La veritable cara de la Mara es mostra a través de les defenses d'Alan, revelant la bomba. Els altres nens miren el rellotge i la bomba explota, matant a tothom, inclòs l'Alan. La Jill manté David fora durant l'explosió.
Mentre condueix, la Jill li diu a David: "Anem a un lloc on ningú sàpiga qui som".

## Repartiment principal
- Christopher Reeve com el Dr. Alan Chaffee, el metge de la ciutat[1]
- Linda Kozlowski com a Jill McGowan, la directora de l'escola, vídua que es converteix en la mare de David
- Kirstie Alley com la doctora Susan Verner, una epidemiòloga que treballa per al govern federal dels Estats Units, que investiga els embarassos massius[1]
- Michael Paré com a Frank McGowan, el difunt marit de Jill
- Meredith Salenger com a Melanie Roberts, una verge el bebè de la qual és mort
- Mark Hamill com el reverend George, el pastor de la ciutat[1]
- Pippa Pearthree com Sarah, la dona del reverend George
- Peter Jason com a Ben Blum
- Karen Kahn com a Barbara Chaffee, l'esposa del Dr. Chaffee

### Els nens
- Thomas Dekker com a David McGowan, fill de Jill McGowan
- Lindsey Haun com Mara Chaffee, filla del Dr. Alan i Barbara Chaffee
- Cody Dorkin com a Robert, germà de Melanie Roberts
- Trishalee Hardy com a Julie, filla de Ben i Callie Blum
- Jessye Quarry com a Dorothy
- Adam Robbins com Isaac, fill del reverend George i Sarah
- John Falk com a Matt
- Renee Rene Simms com a Casey
- Danielle Keaton com a Lily

## Producció

### Desenvolupament
Segons Carpenter, hi havia hagut intents de refer Village of the Damned des que Invasion of the Body Snatchers s'havia refet amb èxit el 1978 . El 1981, Lawrence Bachmann, que era el cap de MGM-British Studios quan es va fer la pel·lícula de 1960, va dir que anava a refer la pel·lícula. "En realitat no podia fer el llibre correctament llavors", va dir. "Fa vint anys, no es podia parlar d'avortament; la censura ni tan sols permetia esmentar la impregnació. Aquesta vegada, ho farem bé." El projecte va acabar a Universal, que es va acostar a Carpenter per refer-lo. Va dir: "Vaig pensar: "És clar, és una elecció òbvia, és fàcil, és una pel·lícula bastant fàcil de fer".
Carpenter va veure l'original quan tenia 12 anys "i em va quedar en la ment per diverses raons. Tota la idea d'un poble sencer s'apagava era 'Wow!' A més, d'alguna manera vaig tenir aquest enamorament increïble per una de les noies de l'original. Va ser el primer objecte d'amor que vaig tenir; volia que em destrossés i em prengués i em fes fer el que volgués." Va dir: "També sabia exactament on rodar-la. Visc allà dalt, Inverness (Califòrnia), i Point Reyes, on vam rodar' 'La boira el 1979. Tinc una casa allà dalt. És un paradís; pots estar a qualsevol lloc, posar la càmera i rodar, i ja ho tens, és allà. És un poble petit, a més és a casa; puc rodar a casa per variar. Així que hi vam marxar."

### Guions
Carpenter reescriu el guió de David Himmelstein. "És una novel·la realment genial", va dir. "És divertit, però en tots els esborranys del guió que vaig llegir tothom intentava anar en una direcció diferent de la pel·lícula antiga i la novel·la. Van evitar que es tractava d'una visita alienígena, estranyament. Anem, nois, hem d’explicar la història ara. És allà. Així que vaig tornar a les arrels originals. Hauria de ser força bo."
"No cal fer gaire a l'original, realment", va dir. "L'has d'actualitzar, humanitzar-lo una mica i fer rics els personatges. Quan es va fer l'original, no es podia dir la paraula 'embarassada' a la pantalla. Així que les escenes del naixement i les dones eren vetades."

### Rodatge
Carpenter va dir que la seva relació amb l'estudi va ser "un bon matrimoni, perquè ambdós teníem els mateixos objectius en ment... tots sabíem quina història volíem explicar. No puc dir-vos com estic impressionat amb Universal; la manera com em van tractar, no podia ser millor."
A diferència del seu predecessor, la pel·lícula es va rodar en color de pantalla panoràmica. Lloyd Paseman de The Register-Guard va dir que el rodatge en color de pantalla panoràmica i el fet que actors importants com Christopher Reeve, Mark Hamill i Kirstie Alley formessin part de la pel·lícula va fer que la pel·lícula fos "tot menys barata".
Es va afegir violència gràfica addicional al remake. Els nens fan que un adult es mati apunyalant-se amb un bisturí i un altre adult perquè s'immoli.
"Va ser divertit fer un drama com Village, a diferència de In The Mouth of Madness, que tenia una mica d'avantatge", va dir Carpenter. "Això és més directe. Això és més una pel·lícula de classe mitjana. No hi ha res de dolent en això; simplement no n'havia fet una en molt de temps. Si fas una pel·lícula de més de 10 milions de dòlars, has d'intentar arribar al públic més ampli que puguis trobar. Si ho fas per menys de 10 milions de dòlars, podràs fer-lo més peculiar, més atrevit, més subversiu, si vols utilitzar aquesta paraula. Aquesta és l'alegria de fer pel·lícules de baix pressupost. Pots ser dur, pots estar abatut, pots ser tot tipus de coses que des del punt de vista empresarial no pots fer quan superes un determinat pressupost."
Si els nens aplicaven moderadament poders psíquics, els seus alumnes tindrien l'aspecte de ser verds o vermells, i el color esdevenia d'un blanc brillant quan aplicaven poders psíquics forts.
Charlotte Gravenor, l'estilista, va decolorar els cabells dels actors que interpretaven els nens i després els va aplicar una laca blanca als cabells. Això els va fer semblar extraterrestres. Bruce Nicholson i Greg Nicotero van aplicar un efecte especial on els colors de la pupil·la dels ulls canvien quan els nens prenen el control dels adults.

## Recepció
A més de ser un fracàs a la taquilla, la pel·lícula va rebre una resposta crítica negativa. Basada en 37 ressenyes recollides per Rotten Tomatoes, Village of the Damned té un índex d'aprovació del 30% dels crítics, amb una puntuació mitjana de 4,1 sobre 10. L'any 1996, la pel·lícula va ser nominada als 16ns Premis Golden Raspberry com a pitjor preqüela, remake, plagiat o seqüela però va perdre davant La lletra escarlata.
Richard Harrington del Washington Times va donar a la pel·lícula una crítica negativa, assenyalant la mala presa de decisions dels seus personatges i la manca de ritme, escrivint "Carpenter, la mitjana del qual està baixant perillosament, no mostra comprensió del desenvolupament del personatge, la línia argumental o el pas del temps". Lloyd Paseman de The Register-Guard va dir que tot i que el remake no va intentar fer de Village of the Damned "alguna cosa" que no fos el seu predecessor, la pel·lícula tenia un diàleg i desenvolupament de la trama "mediocre". Li va donar dues estrelles de quatre. Paseman també va remarcar que en aquesta pel·lícula Reeve va fer un intent "de debò", que Kozlowski actués amb la màxima qualitat per a la pel·lícula, que Dekker era "creïble" i que Hamill va ser "mal seleccionat". Gene Siskel va criticar durament la pel·lícula en la seva ressenya de 0,5/4 estrelles, qualificant la pel·lícula de "un avorrit insoportable... ni un dels seus tòpics coixos funciona" i més tard la va enumerar als 10 pitjors de l'any, mentre que el seu col·laborador freqüent Roger Ebert va donar a la pel·lícula 2/4 estrelles i va dir: "[John Carpenter] dirigeix la pel·lícula amb força magistral... però cal preguntar-se per què tria els guions més avorrits i idiotes. Es diu que es va convertir baix. Es diu que va rebutjar Instint bàsic per dirigir aquesta pel·lícula... en aquest moment, cal preguntar-se si vol sabotejar la seva pròpia carrera." The San Francisco Chronicle va donar a la pel·lícula una ressenya d'1/4 d'estrelles, anomenant-la "Un viatge a un poble de l'avorriment tediós" i va dir que la pel·lícula presentava "alguns dels personatges més estúpids que s’escriviren mai a la pantalla."
Janet Maslin de The New York Times es va mostrar més entusiasta, considerant-la com "la millor pel·lícula de terror de John Carpenter en molt de temps". El remake va ser "sobretot més astut que aterridor ... reafirmant la història original amb un nou entusiasme i una mica de trucs nous." James Berardinelli també va donar la pel·lícula una ressenya tèbia de 3/4 estrelles, anomenant-la "una fusió agradable, encara que òbviament defectuosa, de terror i ciència-ficció... comença amb força i fa un treball decent per mantenir el seu impuls fins a un final climàtic... no l'assoliment brillant de Carpenter, però tot i així demostra la seva premissa".
En una entrevista del 2011, Carpenter va descriure la pel·lícula com una "encàrrec contractual" que "realment no li apassionava" i va afirmar que és una de les seves pel·lícules menys favorites que ha fet com a director.
El públic enquestat per CinemaScore va donar a la pel·lícula una nota mitjana de "C" en una escala de A+ a F.

## En la cultura pop
El disseny dels personatges del vídeo musical de "Midnight City" de M83 es basa en la pel·lícula.